# Hueicolla
Playa del Sur de Chile (40°09′26.02″S 73°39′56.26″O / -40.1572278, -73.6656278) en la costa de Océano Pacífico en la comuna de La Unión.

## Descripción
Desde la playa se puede observar el cerro Parque El Mirador, a 1.231 metros sobre el nivel del mar, una de las cumbres más elevadas de la Cordillera de la Costa en la Región de Los Ríos. En este cerro podrá ver majestuosos helechos, coigües, ulmos, cipreses y raulíes, además de observar aves como el pitío y el zorzal en un bosque de abundante y espesa vegetación. En este mismo lugar se encuentra el Parque nacional Alerce Costero, custodiado por CONAF, que guarda en su interior el alerce más antiguo conocido por el hombre y cuya edad se calcula en más de 3 mil años[cita requerida]. El Parque Nacional Alerce Costero no posee camping, pero sí senderos, servicios sanitarios y zona de merienda.

## Acceso
Llegar a Hueicolla fue siempre difícil. Por aire mediante una avioneta son unos 25 minutos desde el Club Aéreo La Unión-Río Bueno o por vía terrestre, son unas 3 horas en jeep para una distancia de 80 kilómetros desde La Unión. Se llega a través de la Cordillera de la Costa. En el camino se pasa por la Reserva Natural "Los Alerzales" y por "El Mirador", las cumbre más alta de la zona.

## Clima
La costa de la comuna de La Unión, así como la costa del sur de Chile en general, cuenta con un Clima Templado Lluvioso con leve sequedad estival e influencia costera Cfb (s) (i) según la Clasificación climática de Köppen. Tanto la oscilación térmica diaria como la amplitud térmica anual es baja; por ello, no se registran temperaturas ni superiores a 30 °C ni menores a 0 °C a lo largo del año. La estación lluviosa va de abril a septiembre, dando cuenta de la influencia mediterránea de la zona central de Chile.  
| Parámetros climáticos promedio de Hueicolla (24 m.s.n.m) | Parámetros climáticos promedio de Hueicolla (24 m.s.n.m) | Parámetros climáticos promedio de Hueicolla (24 m.s.n.m) | Parámetros climáticos promedio de Hueicolla (24 m.s.n.m) | Parámetros climáticos promedio de Hueicolla (24 m.s.n.m) | Parámetros climáticos promedio de Hueicolla (24 m.s.n.m) | Parámetros climáticos promedio de Hueicolla (24 m.s.n.m) | Parámetros climáticos promedio de Hueicolla (24 m.s.n.m) | Parámetros climáticos promedio de Hueicolla (24 m.s.n.m) | Parámetros climáticos promedio de Hueicolla (24 m.s.n.m) | Parámetros climáticos promedio de Hueicolla (24 m.s.n.m) | Parámetros climáticos promedio de Hueicolla (24 m.s.n.m) | Parámetros climáticos promedio de Hueicolla (24 m.s.n.m) | Parámetros climáticos promedio de Hueicolla (24 m.s.n.m) |
| Mes                                                      | Ene.                                                     | Feb.                                                     | Mar.                                                     | Abr.                                                     | May.                                                     | Jun.                                                     | Jul.                                                     | Ago.                                                     | Sep.                                                     | Oct.                                                     | Nov.                                                     | Dic.                                                     | Anual                                                    |
| -------------------------------------------------------- | -------------------------------------------------------- | -------------------------------------------------------- | -------------------------------------------------------- | -------------------------------------------------------- | -------------------------------------------------------- | -------------------------------------------------------- | -------------------------------------------------------- | -------------------------------------------------------- | -------------------------------------------------------- | -------------------------------------------------------- | -------------------------------------------------------- | -------------------------------------------------------- | -------------------------------------------------------- |
| Temp. máx. abs. (°C)                                     | 27                                                       | 27                                                       | 23                                                       | 20                                                       | 18                                                       | 14                                                       | 15                                                       | 16                                                       | 20                                                       | 23                                                       | 23                                                       | 28                                                       | 28                                                       |
| Temp. máx. media (°C)                                    | 18.3                                                     | 18.8                                                     | 16.6                                                     | 14.4                                                     | 12.5                                                     | 11.1                                                     | 10.3                                                     | 10.6                                                     | 11.4                                                     | 13.6                                                     | 14.3                                                     | 17.8                                                     | 14.1                                                     |
| Temp. media (°C)                                         | 14.9                                                     | 15.5                                                     | 14.0                                                     | 12.4                                                     | 10.5                                                     | 9.4                                                      | 8.5                                                      | 8.6                                                      | 9.2                                                      | 10.8                                                     | 11.7                                                     | 14.2                                                     | 11.6                                                     |
| Temp. mín. media (°C)                                    | 11.7                                                     | 12.3                                                     | 11.5                                                     | 10.3                                                     | 8.5                                                      | 7.8                                                      | 6.8                                                      | 6.5                                                      | 6.9                                                      | 7.9                                                      | 9.1                                                      | 10.6                                                     | 9.1                                                      |
| Temp. mín. abs. (°C)                                     | 8                                                        | 9                                                        | 7                                                        | 5                                                        | 3                                                        | 0                                                        | 2                                                        | 2                                                        | 2                                                        | 4                                                        | 5                                                        | 5                                                        | 2                                                        |
| Precipitación total (mm)                                 | 63.2                                                     | 51.5                                                     | 154.3                                                    | 322.6                                                    | 392.8                                                    | 591.4                                                    | 477.5                                                    | 406.7                                                    | 318.1                                                    | 156.5                                                    | 194.8                                                    | 87.8                                                     | 3217.3                                                   |
| Días de precipitaciones (≥ )                             | 7.9                                                      | 6.7                                                      | 14.2                                                     | 16.1                                                     | 13.4                                                     | 20.7                                                     | 19.9                                                     | 17.2                                                     | 17.9                                                     | 12.0                                                     | 16.2                                                     | 8.1                                                      | 170.3                                                    |
| Fuente: YR Daily Forecast (2020-2024)                    |                                                          |                                                          |                                                          |                                                          |                                                          |                                                          |                                                          |                                                          |                                                          |                                                          |                                                          |                                                          |                                                          |